# Samuel Santos
Samuel Santos (sinh ngày 25 tháng 4 năm 1990) là một cầu thủ bóng đá người Brasil.

## Sự nghiệp câu lạc bộ
Samuel Santos đã từng chơi cho Albirex Niigata.